# Parc provincial Strathcona
Le parc provincial Strathcona est un parc provincial de la Colombie-Britannique situé sur l'île de Vancouver. Fondé en 1911, il s'agit du plus ancien parc provincial de la province.  Il a été nommé en l'honneur de Donald Alexander Smith, 1er baron Strathcona et Mont Royal, un magnat du chemin de fer.  Une partie du parc fait partie de la réserve de biosphère de Clayoquot Sound.

## Géographie
Le parc est situé à neuf kilomètres de Gold River et à 25 km de Campbell River.  
Avec une superficie de 2 458,49 km2, il comprend les plus hauts sommets des chaînons de l'île de Vancouver.  Quelques sommets notables sont :
- Golden Hinde (2 198 m)
- Mont Elkhorn (2 166 m)
- Mont Colonel Foster (2 129 m)
- Mont Albert Edward (2 129 m)

Le parc est aussi connu pour ses lacs, ses chutes d'eau et ses glaciers. Le lac Buttle est une destination populaire pour la baignade, le canoë-kayak et la pêche.  On retrouve aussi dans le parc les chutes Della, les plus hautes du Canada (440m).